# Miguel Pérez de Aibar

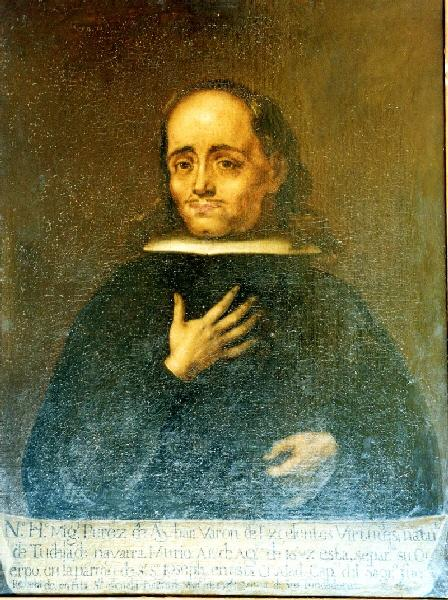
Jacinto de Molina Mendoza: Retrato del pintor Miguel Pérez de Aybar, óleo sobre lienzo, 83 x 62 cm, Granada, Museo de Bellas Artes. Inscripción: «Nº Hº Miguel Pérez de Aybar, varón de excelentes virtudes, natural / de Tudela de Navarra. Murió a 15 de ag[to] de 1697. Está separ[do] su cu / erpo en la parroq de Sr. Sn. Jospeh en esta ciudad. Cap[lla] del Sagrarº. Fue / recibido en esta Sta. escuela jueb[s] 6 de Marcª de 1664 y uno de sus fundadores».

Miguel Pérez de Aibar (Tudela ¿?-Granada, 1697) fue un pintor barroco español. 
De origen navarro, trabajó en Granada siguiendo muy estrechamente los modelos de Alonso Cano. En 1664 pintó y regaló por su devoción a su parroquia de San José, según la inscripción que figura al dorso, una Virgen con el Niño, copia de un original perdido de Alonso Cano, del que se conoce otra réplica de mejor calidad en la parroquia de San Andrés. Para Wethey, esa copia permite identificar a uno de los ayudantes de Cano en su último periodo granadino, cuya mano se advierte especialmente en el lienzo de la Inmaculada del ciclo de la Vida de la Virgen, pintado entre 1662 y 1663 para el presbiterio o capilla mayor de la catedral granadina. También pudieran corresponderle dos pinturas con el mismo tema de la Inmaculada conservadas en el Museo de la Universidad de Granada y en la sacristía de la iglesia de San José, presumiblemente réplicas de un original de Cano pintado en Granada después de 1660 y también perdido, del que se conocen otras muchas copias.
Fallecido en 1697, fue enterrado en la capilla Salazar de la parroquia de San José, en el barrio del Albaicín, con un epitafio que decía: «Aquí yase Miguel Pérez de Aibar, varón de excelentes virtudes, murió el 15 de agosto de 1697».